# Frei Gaspar
Frei Gaspar är en kommun i Brasilien.   Den ligger i delstaten Minas Gerais, i den sydöstra delen av landet, 700 km öster om huvudstaden Brasília. Antalet invånare är 5 880.
Omgivningarna runt Frei Gaspar är huvudsakligen savann. Runt Frei Gaspar är det glesbefolkat, med 8 invånare per kvadratkilometer.